# Elena Virgili
Elena Virgili (14 settembre 1995) è una calciatrice italiana, difensore della Triestina.